# Mistrzostwa Azji Południowo-Wschodniej w Zapasach w 2022
Mistrzostwa Azji Południowo-Wschodniej w 2022 rozegrano w stolicy Kambodży Phnom Penh, w dniach 14 – 19 grudnia.

## Tabela medalowa
Gospodarz zawodów został zaznaczony kolorem.
| Poz. | Państwo   |    |    |    | Łącznie |
| ---- | --------- | -- | -- | -- | ------- |
| 1    | Wietnam   | 18 | 11 | 1  | 30      |
| 2    | Indonezja | 6  | 9  | 3  | 18      |
| 3    | Kambodża  | 3  | 3  | 13 | 19      |
| 4    | Filipiny  | 1  | 5  | 5  | 11      |
| 5    | Tajlandia | 1  | 2  | 6  | 9       |
| 6    | Singapur  | 1  | 0  | 2  | 3       |
|      | Łącznie   | 30 | 30 | 30 | 90      |

## Wyniki mężczyzn

### W stylu klasycznym
| Waga   | Złoto:             | Srebro:             | Brąz:                  |
| 55 kg  | Nguyễn Bá Quyền    | Michael Vijay Cater | Nattawut Kaewkhuanchum |
| 60 kg  | Hasan Sidik        | Nguyễn Đình Huy     | Margarito Angana jr.   |
| 63 kg  | Suparmanto         | Bùi Tiến Hải        | Nuttapong Hinmee       |
| 67 kg  | Muhammas Aliyansya | Nguyễn Công Thành   | Eng Phanit             |
| 72 kg  | Mạnh Hùng Bùi      | Jason Baucas        | Makara Nguon           |
| 77 kg  | Nguyễn Bá Sơn      | Parinya Chamnanjan  | Sok Leang Lim          |
| 82 kg  | Wisit Thamwirat    | Vũ Tuấn Anh         | Sophak Keo             |
| 87 kg  | Lulut Saputra      | Nguyễn Tiến Hiếu    | Jefferson Manatad      |
| 97 kg  | Giáp Ngọc Thoan    | Ashar Ramadhani     | Sari Mo                |
| 130 kg | Bali Sou           | Hà Văn Hiếu         | Axel Berming           |

### W stylu wolnym
| Waga   | Złoto:              | Srebro:               | Brąz:                   |
| 57 kg  | Alvin Lobreguito    | Khắc Huy Phùng        | Zainal Abidin           |
| 61 kg  | Nguyễn Văn Công     | Ronil Tubog           | Phanomphon Daendongying |
| 65 kg  | Nguyễn Xuân Định    | Hamka                 | Jhonny Morte            |
| 70 kg  | Ngô Thế Sao         | Darmans Ardiansyah    | Jeferson Calingayan     |
| 74 kg  | Cấn Tất Dự          | Rachmat Wijaya        | Parinya Chamnanjan      |
| 79 kg  | Weng Luen Gary Chow | Trịnh Vân Long        | Wisit Thamwirat         |
| 86 kg  | Trần Văn Trường Vũ  | Chiranuwat Chamnanjan | Vuthy Heng              |
| 92 kg  | Lê Thế Anh          | Rottha Heng           | Veasna Chhoeung         |
| 97 kg  | Sari Mo             | Ngô Văn Lâm           | Sov Dorn                |
| 125 kg | Bali Sou            | Dimas Anugraha        | Pham Anh Tiếp           |

### W stylu wolnym kobiet
| Waga  | Złoto:           | Srebro:             | Brąz:                |
| 50 kg | Triệu Thị Yến    | Jiah Pingot         | Shintia Arfrnda      |
| 53 kg | Nguyễn Thị Xuân  | Anissa Safitria     | Maribel Angana       |
| 55 kg | Candra Marimar   | Khuất Thị Hào       | Mekkhala Singprakhon |
| 57 kg | Kiều Thị Ly      | Mutiara Ayuningtias | Danielle Lim         |
| 59 kg | Nguyễn Bích Du   | Mariane Mariano     | Ni Samnang           |
| 62 kg | Nguyễn Thanh Huệ | Kharisma Herlina    | Srors Dorn           |
| 65 kg | Hà Thu Phương    | Kanha Chea          | Dane Yon             |
| 68 kg | Võ Thị Kim Chi   | Aifiya Kurniawati   | Noeurn Soeurn        |
| 72 kg | Tô Thị Ninh      | Chan Raksmey Chey   | Hoy Vann             |
| 76 kg | Varadisa Hidayat | Hà Thị Thanh Phương | Jezamine Chua        |